# Lac Buade (rivière Normandin)
Pour les articles homonymes, voir Buade.
Ne doit pas être confondu avec Baude.
Le lac Buade est un plan d'eau douce du territoire non organisé de Lac-Ashuapmushuan, dans la partie Ouest de la municipalité régionale de comté (MRC) Le Domaine-du-Roy, dans la région administrative du Saguenay-Lac-Saint-Jean, dans la province de Québec, au Canada. Ce lac chevauche les cantons de Buade et de Poutrincourt. Il est situé à l'Ouest de la Réserve faunique Ashuapmushuan.
La foresterie constitue la principale activité économique du secteur. Les activités récréotouristiques arrivent en second.
La partie Ouest du bassin versant du lac Buade est accessible grâce à la route forestière R1032 (sens Nord-Sud) qui passe dans la vallée de la rivière Ventadour, soit du côté Ouest. La route forestière route 167 passe au Nord-Est du lac Nicabau, reliant Chibougamau à Saint-Félicien (Québec) ; une route secondaire s’y détache pour desservir le côté Est du lac Poutrincourt. Le chemin de fer du Canadien National longe la route 167.
La surface du lac Buade est habituellement gelée du début novembre à la mi-mai, toutefois la circulation sécuritaire sur la glace se fait généralement de la mi-novembre à la mi-avril.

## Géographie
Le lac Buade est situé à l’extrémité ouest de la MRC Le Domaine-du-Roy. Ce lac comporte une longueur de 22,9 km, une largeur maximale de 2,0 km et une altitude de 392 m. La partie nord du lac comporte un archipel d’îles. Ce lac constitue un grand élargissement de la rivière Normandin qui le traverse sur sa pleine longueur.
L’embouchure du lac Buade est localisé à :
- 4,6 km au sud de la confluence de la rivière Normandin avec le lac Poutrincourt ;
- 9,5 km au sud de l’embouchure du lac Poutrincourt ;
- 24,2 km au sud de l’embouchure du lac Nicabau, lequel est traversé par la rivière Normandin ;
- 28,7 km au sud-ouest de l’embouchure de la rivière Normandin ;
- 144 km à l’ouest de l’embouchure de la rivière Ashuapmushuan (confluence avec le lac Saint-Jean)[1].

Les principaux bassins versants voisins du lac Buade sont :
- côté nord : lac Poutrincourt, rivière Normandin, ruisseau Bouteroue, lac Bouteroue, lac Rohault, lac Nicabau, lacs Obatogamau ;
- côté est : lac Poutrincourt, rivière du Milieu (lac Poutrincourt), rivière Marquette Ouest, rivière Marquette, lac Ashuapmushuan ;
- côté sud : rivière Normandin, Petit lac Buade, ruisseau Townsend, rivière du Milieu (lac Buade), rivière Marquette ;
- côté ouest : rivière Titipiti, lac Ventadour (rivière Ventadour), rivière Ventadour, rivière Queue de Castor, rivière Cawcot.

À partir du pont routier à l’embouchure du lac Buade, le courant coule sur :
- 5,4 km vers le nord en formant un crochet de 1,2 km vers l’Est, jusqu’à sa confluence avec le lac Poutrincourt ;
- 5,8 km vers le nord en traversant le lac Poutrincourt ;
- 15,6 km vers le nord, en formant un crochet vers l’Est, jusqu’à une baie au sud du lac Nicabau, dont la partie sud est traversée par la rivière Normandin. De là, la rivière Normandin coule vers le sud-est jusqu’au lac Ashuapmushuan qui constitue le lac de tête de la rivière Ashuapmushuan.

## Toponymie
Jadis, le lac Buade était désigné « Lac Kapikitegoitch ».
Le toponyme « lac Buade » a été officialisé le 5 décembre 1968 par la Commission de toponymie du Québec.